# Manizales
Manizales är en kommun och stad i Colombia.   Den ligger i departementet Caldas, i centrala Colombias Ander. Antalet invånare är 379 972.
Manizales är administrativ huvudort för departementet Caldas. Manizales är ett viktigt centrum för kaffeproduktionen i landet. Manizales grundades 12 oktober 1849.

## Stad och storstadsområde
Manizales hade 358 406 invånare år 2008, med totalt 385 253 invånare i hela kommunen på en yta av 477 km².
Storstadsområdet, Área Metropolitana de Manizales, inkluderar kommunen Villamaría och hade totalt 434 402 invånare år 2008 på en yta av 957 km².